# 器官捐贈
器官捐赠（organ donation）或器官捐獻，指人把身体的部分或所有器官捐赠给医院和给有需要移植器官的病人，或捐赠给学术或医学机构作研究用途，可分活體器官捐贈和死者器官捐贈兩種。

## 各國器官捐贈

### 中國大陸
有媒体声称“中国目前多数器官移植来自死刑犯的捐赠”，“強行摘取法輪功學員的器官”，“由于器官来源不明，国际一线医学杂志不刊登中国大陆学者发表的关于器官移植的文章”。但是，世界卫生组织（WHO）器官移植项目主任何塞·努涅斯表示，在（2016年8月）过去的数週曾听到有关中国器官移植数量揣测的报道，声称中国每年有六万至十万个器官移植，并尝试把这些数字与使用死囚器官关联在一起，作为世界卫生组织负责监管世界移植工作的官员，同时作为移植外科医师，他可以从专业的角度，肯定这个相等于全球器官移植数量的数字是不可能的。据2012年前后的卫生部统计，中国每年约有30万人需要器官移植，可只有约1万人能够完成移植。主要原因是器官捐献率极低，每百万人捐献率只有0.03％从2010年3月中国开展器官捐献试点以来，目前已有19省、市、区加入试点，实现自愿捐献仅659例。但是2016年8月的第26届国际器官移植大会暨国际器官移植协会（TTS）成立50週年纪念大会上，中国卫生部前副部长黄洁夫说，中国在2015年捐赠器官数字有10,057例，占了全球总量的8.5%，而该年中国使用的免疫抑制药物，约占全世界的8%，与上述数字吻合，“我们的器官百分之一百，都是公民身后自愿捐献，或亲属捐献出来。”而据统计，中国2015年完成捐献2,766例，捐献大器官7,785个，超过2013年与2014年捐献数量总和；2015年中国完成器官移植手术超过一万例，数量与质量均达到世界先进水平。对此世界卫生组织（WHO）器官移植项目主任何塞·努涅斯表示，这次国际器官移植大会在香港举行，数以百计中国高水平专家一起参与，透过他们的共同努力把中国的移植事业带到世界的领导位置，世卫坚定支持中国建立一个合乎伦理及公平透明的公民捐献体系，这个体系符合世界卫生组织无偿捐献和公平干净的原则。
此外，负责中国人体器官捐献的管理机构也宣布，自2015年1月1日起全面停止使用死囚器官作为移植供体来源，公民逝世后自愿器官捐献将成为器官移植使用的唯一管道。
不過，有非政府組織質疑中國政府的說法並指出，中國2017年同意器官捐贈人數是每一百萬人中有3.72人（美國為27人、英國為13人），但是同年度的器官移植件數（真正完成器官移植之件數/同意器官捐贈之人數），中國卻達到了1.4%（美國僅為0.008％、英國為0.01%），也就是中國的同意器捐人數遠低於先進國家，但實際器捐件數卻又高於先進國家，或因人口基數龐大所致。
2021年3月31日於南京举行的“生命的乐章——2021全国人体器官捐献缅怀纪念暨宣传普及活动”上，中国红十字会总会发布信息称，截至目前，我国累计器官捐献志愿登记人数已超过315万人，完成公民逝世后器官捐献3.3万余例，捐献器官9.9万余个，成功挽救了近10万器官衰竭患者的生命。

### 台灣
器官捐贈登錄
臺灣灣成立的相關機構有財團法人器官捐贈移植登錄中心、器官捐贈移植登錄及病人自主推廣中心、中華民國器官捐贈協會。
死刑犯
台灣亦有允許死刑犯在死刑執行後捐贈其器官的做法。在臺灣，自1990年執行死刑規則修正後，死刑犯便可同意死刑執行後進行器官移植。若死刑犯簽署器官移植，在執行時會由右後耳根射擊腦幹。當法醫確定死刑犯死亡，並簽署死亡證明書之後，若受刑人有簽署器官捐贈，便會立刻送往附近的醫院進行器官摘除手術。
「執行死刑規則」規定，受刑人於執行死刑前，有捐贈器官之意願者，應簽署捐贈器官同意書；如有配偶或三親等以內血親者，並應經其中一人之書面同意。對捐贈器官之受刑人，檢察官得命改採射擊頭部之執行死刑方式。執行槍斃或藥劑注射刑逾二十分鐘後，由蒞場檢察官會同法醫師或醫師立即覆驗。對捐贈器官之受刑人，執行槍斃，經判定死亡執行完畢，始移至摘取器官醫院摘取器官。該規則未規定執行槍斃後多少時間內必須判定死亡執行完畢。
然而，根據「人體器官移植條例」，器官捐贈者，須經醫師判定腦死方能捐贈器官。腦死判定程序則規定，在使用人工呼吸的情況下，第一次腦死判定的觀察期是十二小時，第二次的腦死判定是四小時。因此便有人認為，法務部的這項規則已與母法「人體器官移植條例」相牴觸。
且由於死刑犯捐贈器官的過程，並未進行人體器官移植條例中關於腦死判定的程序，因此可能發生在法律上已經認定死亡，但事實上可能尚未死亡即進行器官捐贈的情形。1991年時，便發生過槍斃後的死刑犯送入台北榮民總醫院開刀房準備摘除器官時被發現還能自行呼吸，而又送回刑場再進行槍斃的例子，而該事件使台北榮民總醫院不接受死刑犯器官移植達8年。
2013年的死刑執行後，雖有2名死囚同意死後器捐，但各醫院都不願意摘除腦死死刑犯之器官，在實質上沒有任何死囚在死後進行器捐。

### 香港
香港採用「自願捐贈」機制，市民自願捐出器官作移植之用，但死後捐贈器官的決定仍須徵求家屬同意。衞生署設立中央器官捐贈登記名冊，方便有意捐贈器官者自願登記，使他們在身故後捐贈器官的意願得以妥為記錄，以讓與器官捐贈有關的醫護人員和家人在病人身故後得悉其捐贈器官的意願。2015年，每百萬人中有5.8人捐出器官。
2022年12月，曾患急性心衰竭需心臟移植的女嬰芷希接受來自內地的心臟，並完成換心手術，為全港首宗來自內地的器官移植手術，移植是由香港政府主動聯絡國家衛健委求助。其後，政府多次表示，冀探討與內地建立恆常器官移植互助機制，以拯救更多生命。2023年5月22日，政府表示，個別人士蔑視內地與香港血濃於水、過往各種無私捐獻互助，漠視兩地輪候器官病人的福祉，也曲解國家器官捐贈和移植的發展及分配制度；同時留意到中央名冊網站取消登記的數字不尋常，在去年12月至今年4月出現5,785個取消登記的申請，遠較過去數字為高，但當中超過一半根本從未登記或重複取消，不排除其意圖為擾亂中央名冊的代表性，增加政府人員行政負擔。

### 瑞士
瑞士的《器官捐贈法》規定需要明確的表達捐贈意願才能認定為同意器官捐贈，2022年5月15日瑞士政府針對《器官移植法》修訂舉行公民投票，希望將目前的「知情同意」修訂成「推定同意」，投票結果為60.2%贊成、39.8%反對。

## 外部連結
- 中国人体器官捐献管理中心（页面存档备份，存于）
- 中華民國器官捐贈協會（页面存档备份，存于）
- 愛心獻再生（页面存档备份，存于）：香港醫院管理局有關捐贈器官的官方網頁
- 支持器官捐贈的香港公司/機構（页面存档备份，存于）